# Norwalk (Connecticut)
Norwalk es una ciudad ubicada en el condado de Fairfield en el estado estadounidense de Connecticut. En el año 2005 tenía una población de 83 185 habitantes y una densidad poblacional de 1430 personas por km².

## Geografía
Norwalk se encuentra ubicada en las coordenadas 41°05′38″N 73°25′11″O / 41.09389, -73.41972.

## Demografía
Según la Oficina del Censo en 2007 los ingresos medios por hogar en la localidad eran de $70 672, y los ingresos medios por familia eran $83 695. Los hombres tenían unos ingresos medios de $46,988 frente a los $38 312 para las mujeres. La renta per cápita para la localidad era de $31 781. Alrededor del 7,2% de la población estaban por debajo del umbral de pobreza.